# Novoselivka, Talalaiivka
Novoselivka (în ucraineană Новоселівка) este un sat în comuna Harkove din raionul Talalaiivka, regiunea Cernihiv, Ucraina.

## Demografie
Componența lingvistică a localității Novoselivka
     Ucraineană (100%)
Conform recensământului din 2001, toată populația localității Novoselivka era vorbitoare de ucraineană (100%).